# 카르길 전쟁
카르길 전쟁(힌디어: करगिल युद्ध, 우르두어: کارگل جنگ)은 1999년 5월 파키스탄군이 인도와 파키스탄 간의 국경선을 넘어 잠무 카슈미르 주 카르길 지역을 불법 점령하면서 일어난 전쟁으로, 1999년 7월까지 지속되었다. 이 전쟁으로 1971년 제3차 인도-파키스탄 전쟁 이후 28년 동안 전쟁을 멈추고 있던 인도와 파키스탄 사이에 다시 무력 충돌이 일어나게 되었다.

## 같이 보기
- 인도-파키스탄 전쟁